# Siszelgajta
Siszelgajta (również Sikelgajta albo Sigelgajta) z Salerno, 1040 - 16 kwietnia 1090, księżniczka lombardzka, córka Guimara IV, księcia Salerno, druga żona Roberta Guiscarda.
Wyszła za mąż za Roberta Guiscarda w 1058 po tym, jak Robert rozwiódł się ze swą pierwszą żoną, Abelradą, pod pozorem zbyt bliskiego pokrewieństwa. Ze strony Roberta, decyzja o poślubieniu Siszelgajty była prawdopodobnie motywowana nawiązaniem bliskich stosunków z księstwami longobardzkimi.
Towarzyszyła swemu mężowi, Robertowi, w jego wyprawach wojennych. Mimo iż początkowo odradzała Robertowi wyprawę przeciw Cesarstwu Bizantyjskiemu, uczestniczyła w wyprawie konno i w zbroi. Anna Komnena opisuje w Aleksjadzie, jak Siszelgajta konno nawoływała do powrotu uciekające wojska Roberta podczas bitwy pod Dyrrachium. 
W 1083 roku w Italii uczestniczyła w walkach Roberta u boku papieża Grzegorza VII przeciw  cesarzowi Henrykowi IV. Później towarzyszyła Robertowi w drugiej wyprawie przeciw Bizancjum, podczas której Robert zmarł w Kefalonii w 1085 roku. Z Robertem miała ośmioro dzieci. 
Po śmierci została na własne życzenie pochowana na Monte Cassino. 